# Nadar

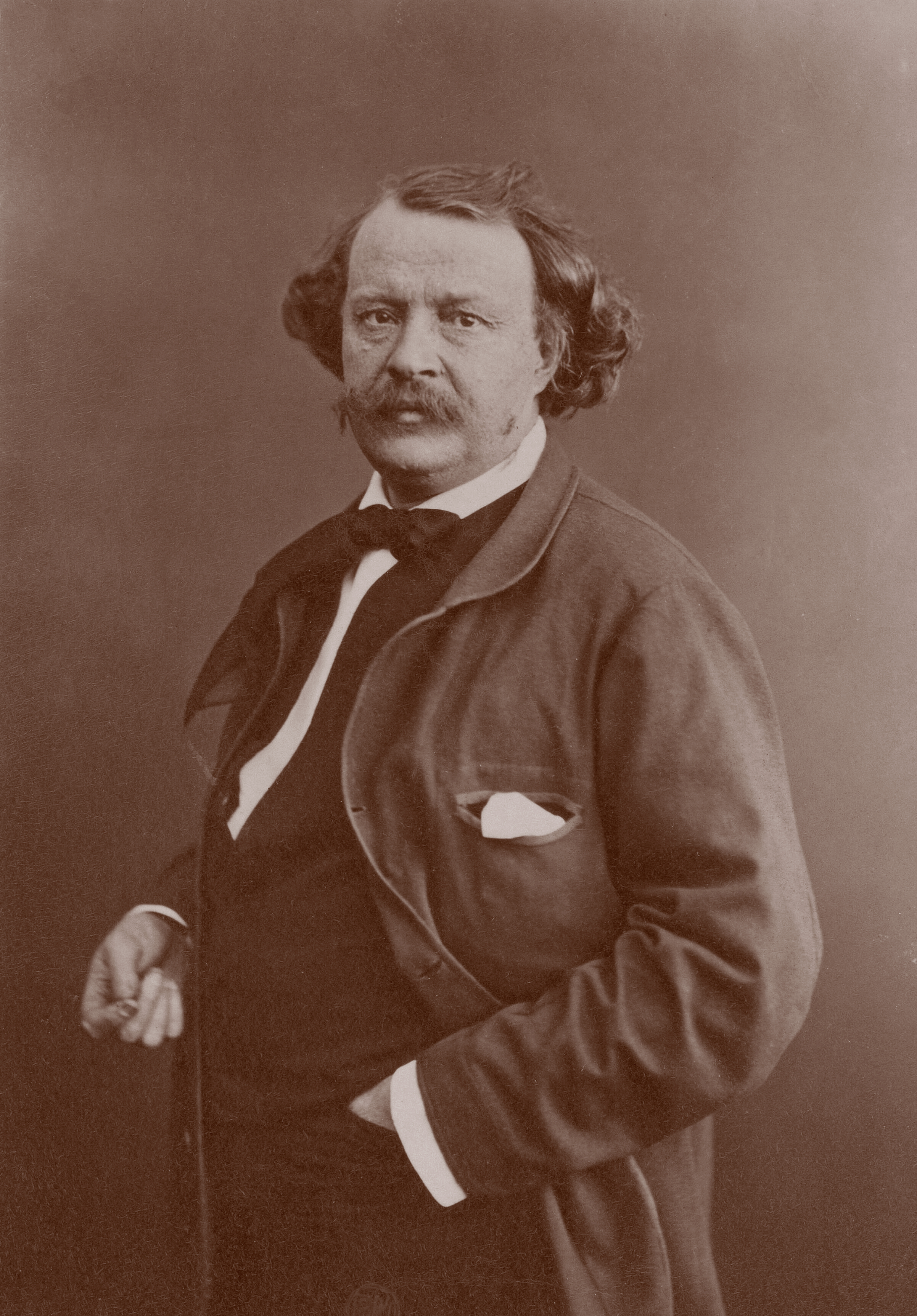
Selbstporträt von Nadar, etwa 1860

Nadar (* 6. April 1820 in Paris; † 21. März 1910 ebenda; eigentlich Gaspard-Félix Tournachon) war ein französischer Fotograf, Karikaturist, Schriftsteller und Luftschiffer. Berühmt sind seine Fotografien der Katakomben von Paris, Porträts von prominenten Personen seiner Zeit sowie die Luftbildaufnahmen, die er mit dem Heißluftballon Le Géant realisierte, worin er ein eingebautes Fotolabor für das nasse Kollodiumverfahren nutzen konnte. Er gilt als Pionier der Luftbildfotografie.

## Fotografie

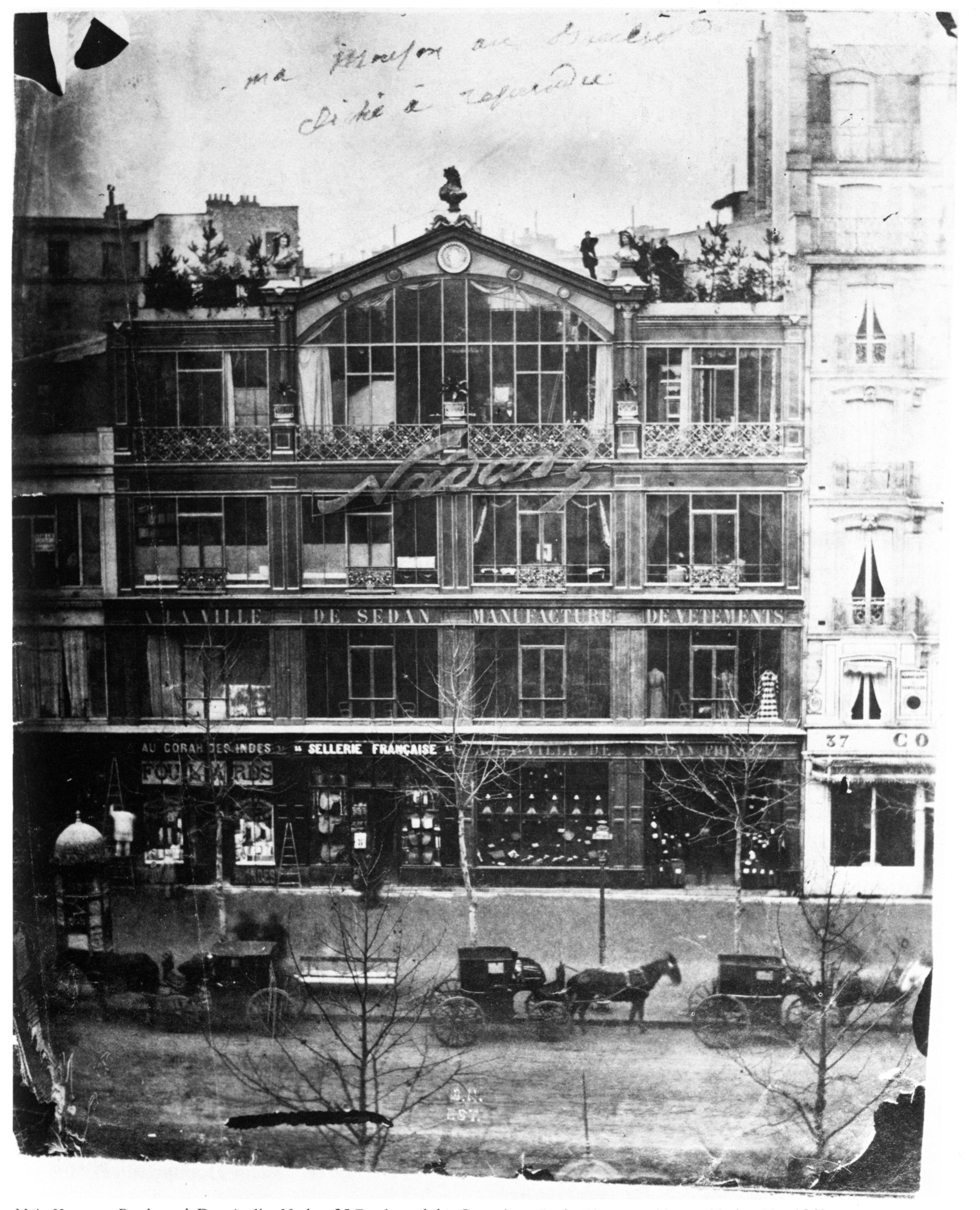
Atelier Nadar (2. u. 3. Etage), Boulevard des Capucines 35, um 1861

Nadar studierte in Lyon Medizin, gab das Studium aber bald wieder auf, um sich journalistisch zu betätigen. Zunächst tat er dies am Ort, später in Paris, wohin er 1839 zurückkehrte. In der Folge betrieb er nebenbei das Zeichnen, war beim Theater und selbst in der Industrie tätig, ab 1849 wurden seine Karikaturen regelmäßig in der Satirezeitschrift Revue comique publiziert. 1854 heiratete er die aus der Normandie stammende, achtzehnjährige Ernestine, 1856 wurde deren einziger Sohn Paul geboren. Trotz seiner Eskapaden blieb die Beziehung allem Anschein nach liebevoll und dauerhaft.
1854 eröffnete Nadar ein Atelier für fotografische Porträts in Paris. Anders als andere Auftragsfotografen ließ er bald Accessoires und gemalten Hintergrund wegfallen und verzichtete auf die Retusche. Seine Porträts inszenieren die Modelle mittels Beleuchtung, Silhouette, Konzentration auf Blick und Hände. Ziel war ihm eine gleichsam psychologische Erfassung der Person. Zu seinen Kunden zählten zahlreiche Schriftsteller und Künstler (siehe unten). Er finanzierte sein mondänes Studio unter anderem dadurch, dass er Kopien seiner Porträts von Prominenten verkaufte.

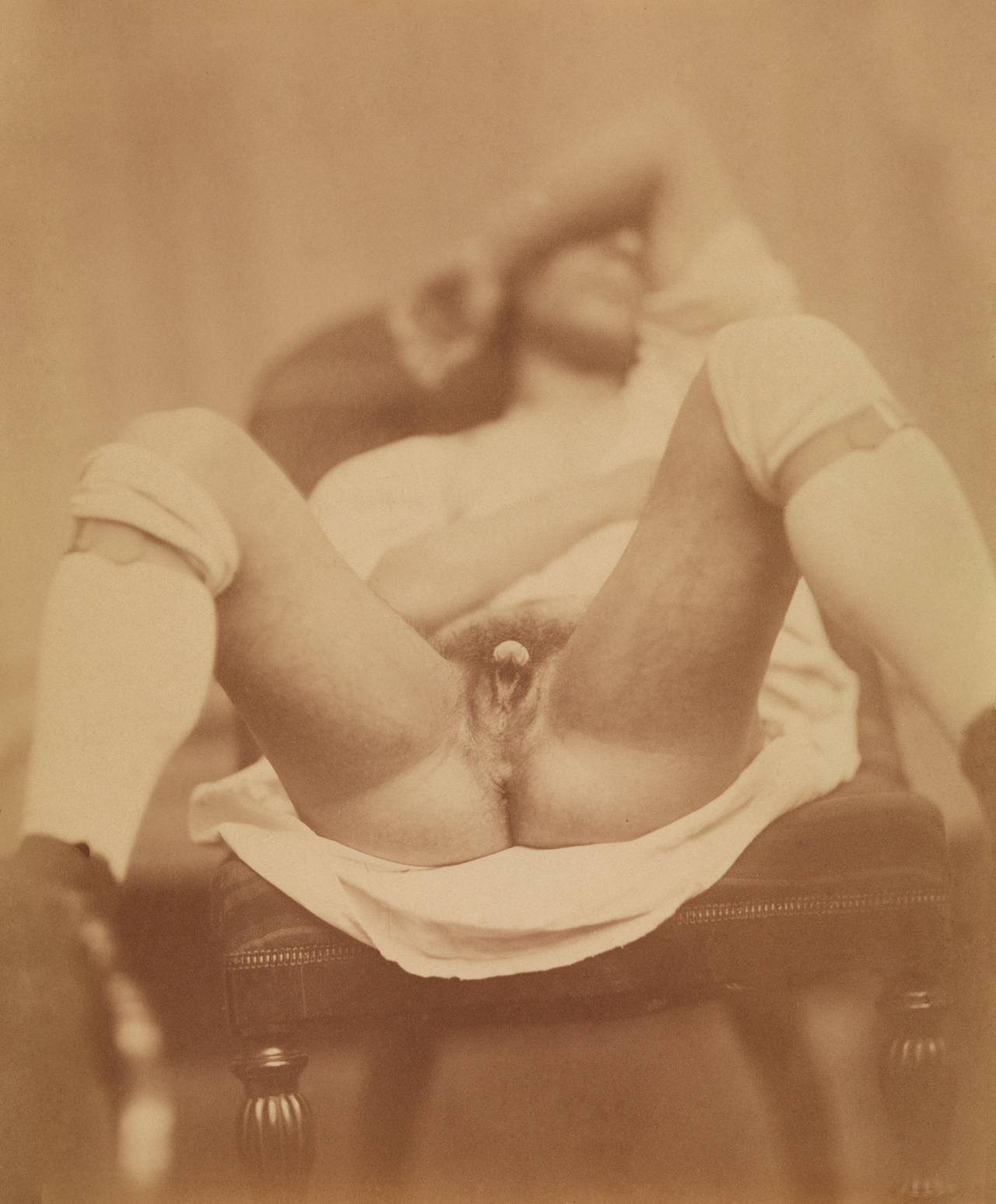
Hermaphrodite, die Genitalien einer intersexuellen Person, Foto: Nadar, 1860

1860 erstellte Nadar eine Serie von Fotografien einer jungen intersexuellen Person, die einen männlichen Körperbau und eine männliche Statur hatte und möglicherweise als weiblich eingestuft wurde oder sich selbst als weiblich identifizierte. Die neun Fotografien, die wahrscheinlich vom französischen Internisten Armand Trousseau (1801–1867) in Auftrag gegeben worden waren, wurden als wahrscheinlich die ersten medizinischen Foto-Illustrationen eines Patienten mit intersexuellen Genitalien beschrieben und waren ursprünglich für wissenschaftliche Zwecke bestimmt, weshalb Nadar sie nicht veröffentlichte.

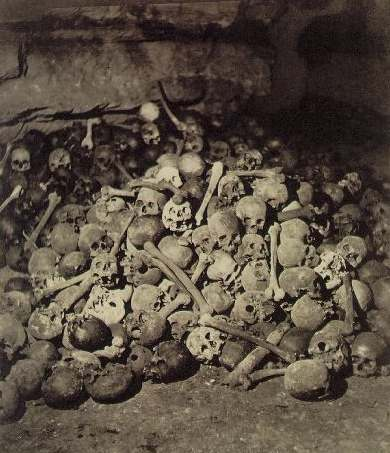
Katakomben von Paris, 1861/62

Berühmt geworden sind auch Nadars Langzeitbelichtungen in den Pariser Katakomben und Abwasserkanälen.

## Luftfahrtfotografie

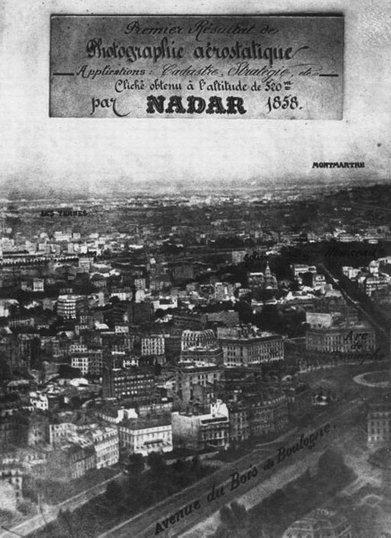
Erstes Luftbild der Welt, Paris 1858

Nadar gilt als ein Pionier der Luftfahrtfotografie. 1858 machte er bei einem Ballonaufstieg in der Nähe von Paris die ersten Luftaufnahmen der Welt. Sein Wirken inspirierte Jules Verne zu seinem Roman Fünf Wochen im Ballon. 1863 wurde die Société d’encouragement pour la locomotion aérienne au moyen d’appareils plus lourds que l’air gegründet, mit Nadar als Präsidenten und Jules Verne als Sekretär. Das Ziel dieser Gesellschaft bestand darin, die Konstruktion von Flugmaschinen zu fördern, die schwerer als Ballons waren, dafür aber gesteuert werden konnten.

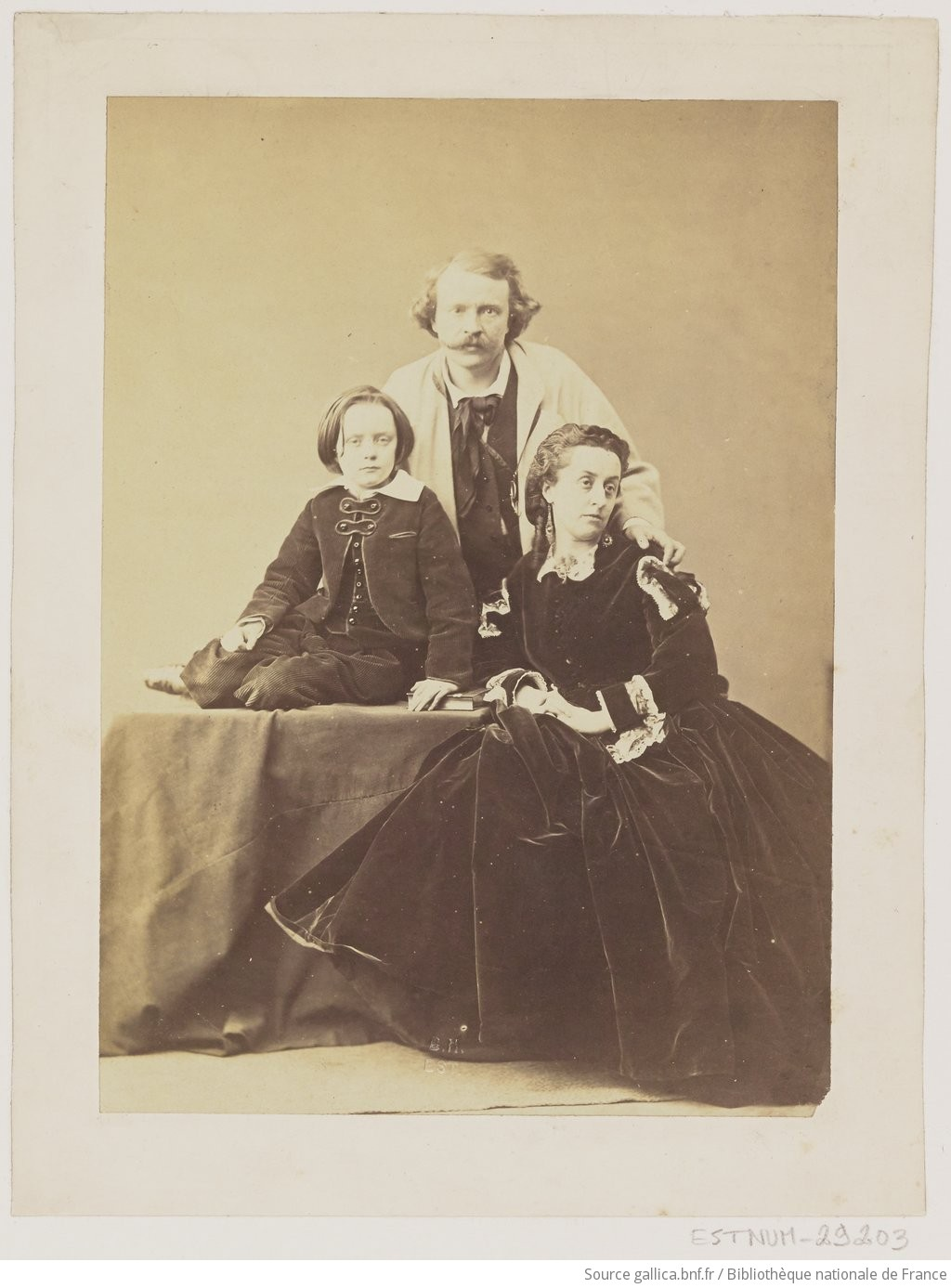
Félix Nadar, seine Frau Ernestine und der Sohn Paul, 1864

Nadar stieg 1863 wiederholt mit dem Riesenballon namens Le Géant auf. Die Einnahmen, die durch die spektakulären Feiern zum Aufstieg und den Verkauf von Luftbildern zustande kamen, sollten der Entwicklung steuerbarer Luftschiffe zugutekommen. An der Zeremonie zum ersten Aufstieg von Le Géant nahm auch Kaiser Napoleon III. Teil.
Fotografien, die mittels Kollodium-Nassplatten hergestellt wurden, mussten unmittelbar vor der Aufnahme präpariert und schnell entwickelt werden, solange sie noch feucht waren. Deshalb war die Kapsel von Nadars Ballon zweistöckig aufgebaut, mit integriertem Fotolabor, also einer Dunkelkammer, in der die Platten produziert und nach der Belichtung sogleich verarbeitet werden konnten.
Bei der zweiten Fahrt trug der nicht steuerbare Ballon Nadar und seine Frau unter großen Schwierigkeiten von Paris nach Hannover, wo er auf einem Feld bei Neustadt am Rübenberge zu Boden ging. Der Korb wurde durch den Wind in niedrigster Höhe etwa bis Rethem mitgeschleift, während der Ballon driftete. Nadar und Ernestine trugen schwere Verletzungen davon und mussten im Krankenhaus in Hannover behandelt werden. Auf dieser Reise machte er Luftaufnahmen, die er in Nouveau système de photographie aérostatique methodisch erklärte. Seine Fahrten beschrieb er in Mémoires du Géant, à terre et en l’air (1864) und in Le droit au vol (1865).

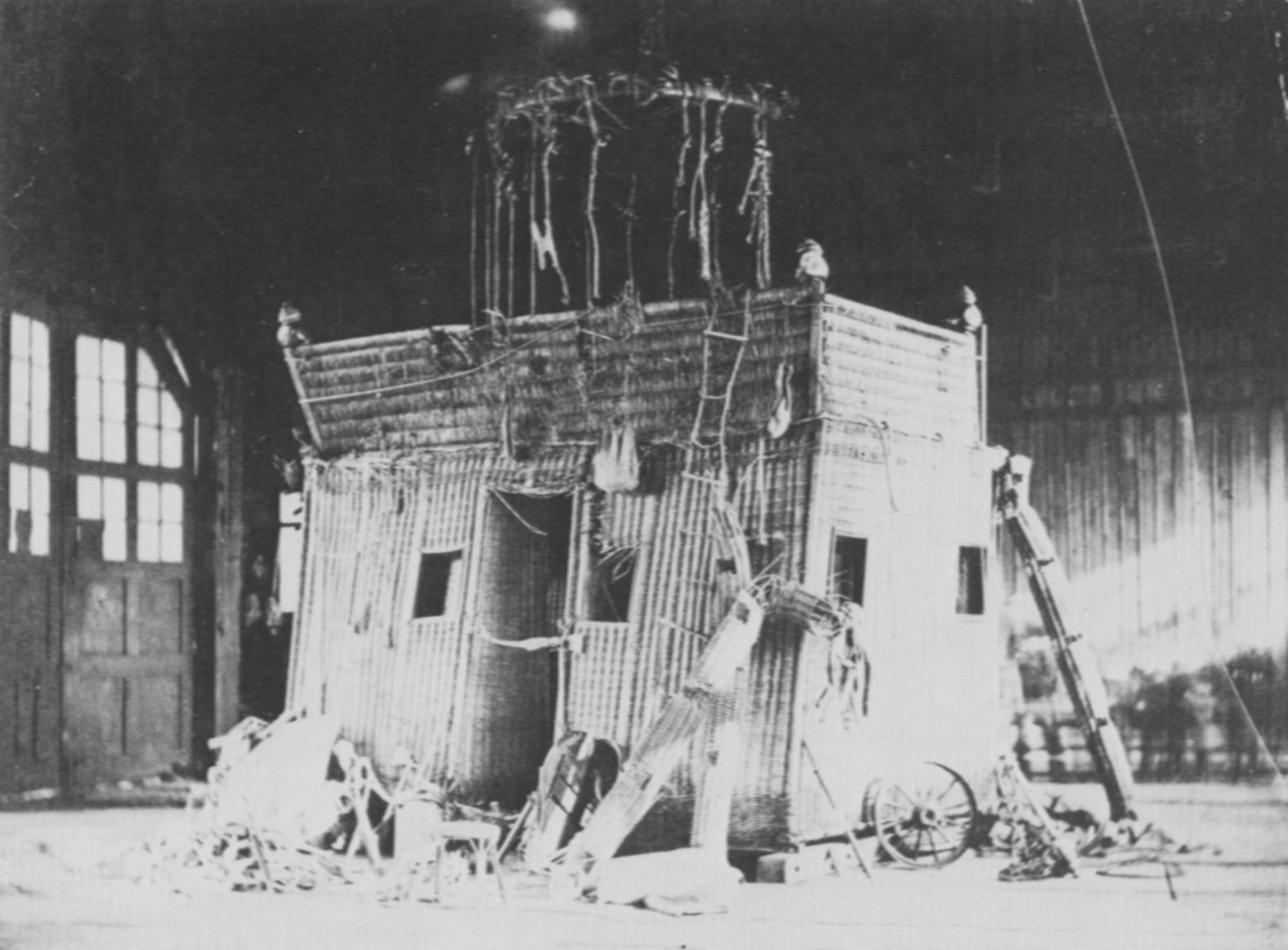
Zweistöckiger Korb mit integriertem Fotolabor
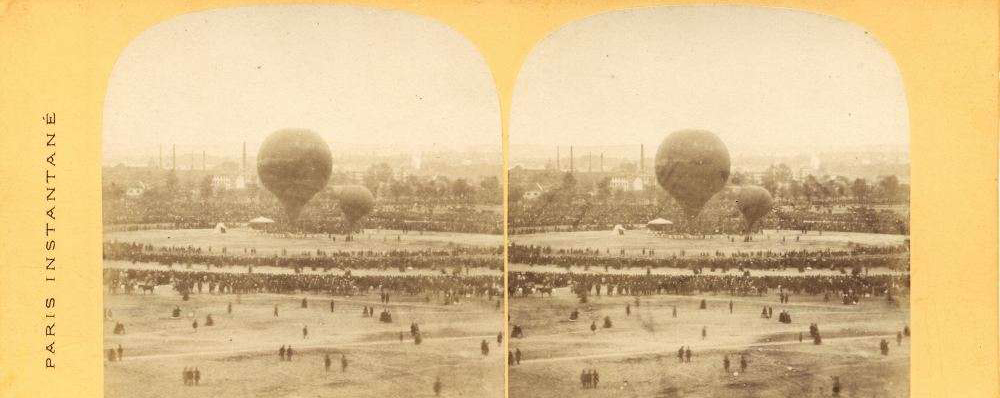
1863: Zweiter Aufstieg von Le Géant auf dem Champ de Mars in Paris; Stereofotografie der Reihe Paris Instantané
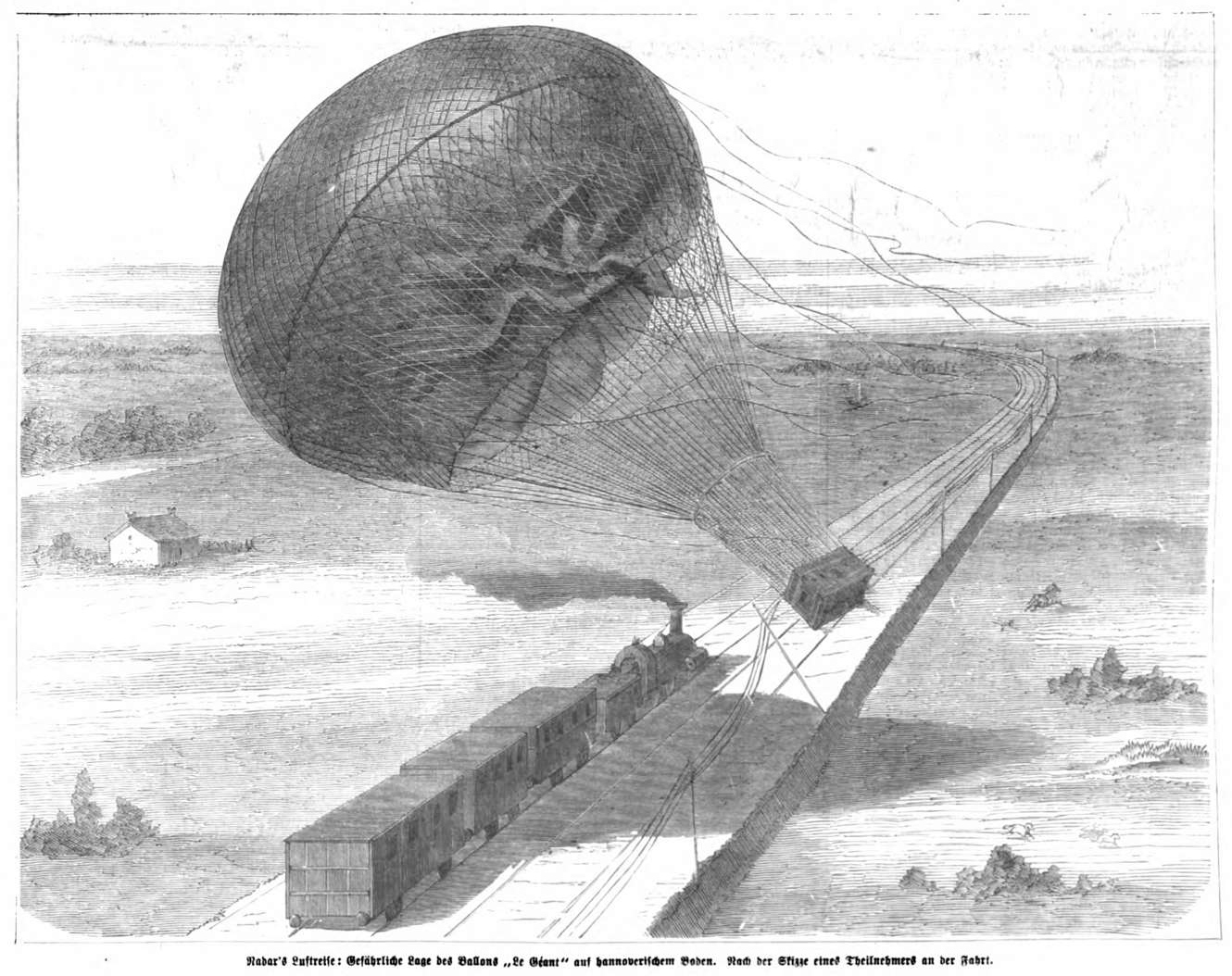
Gefährliche Lage des Ballons Le Géant auf hannoverischem Boden, Grafik in der Illustrirten Zeitung, 1863
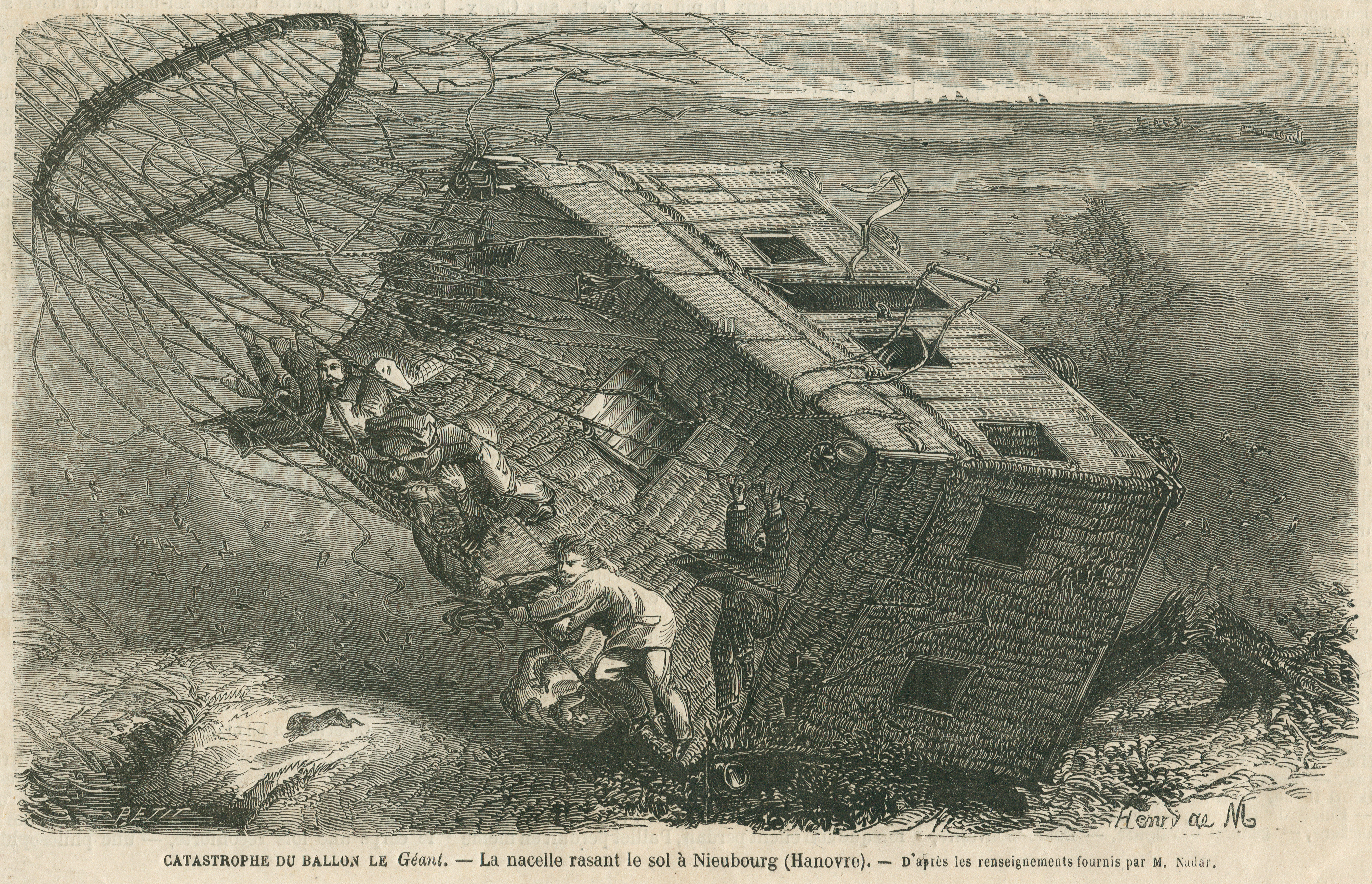
Stich Die Katastrophe des Ballons Le Géant, links signiert mit PETIT, rechts mit Henri de Montaut, um 1863
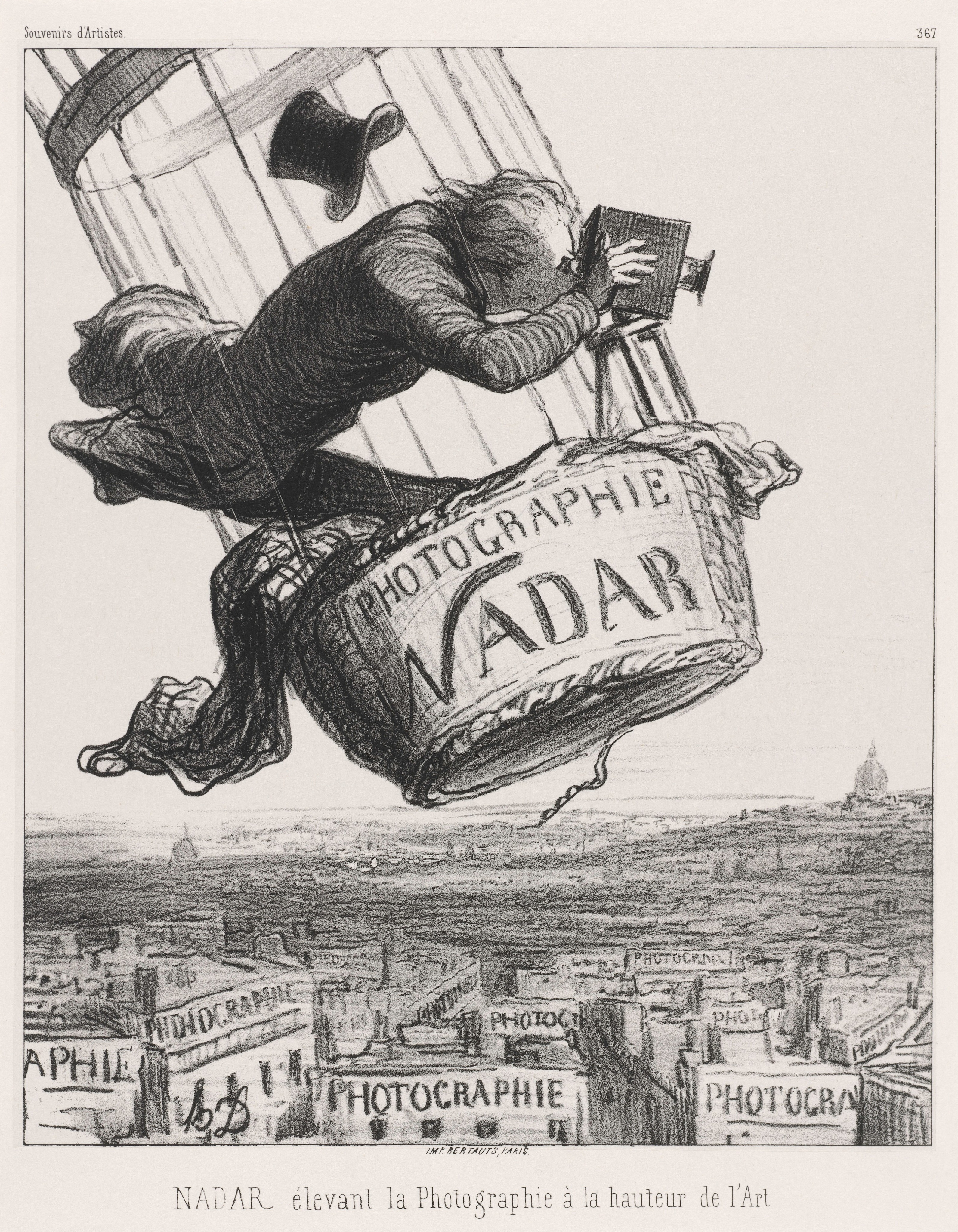
Karikatur von Honoré Daumier: Nadar, die Photographie auf die Höhe der Kunst erhebend, franz.: NADAR élevant la Photographie à la Hauteur de l’Art, 1862

Um seine Malerfreunde zu unterstützen, organisierte er 1874 in seinem Atelier die erste Ausstellung impressionistischer Malerei, unter anderem mit Gemälden von Claude Monet, Edgar Degas, Camille Pissarro, Paul Cézanne.
In den Jahren von 1895 bis 1909 befand sich Nadars Studio in Marseille, danach wieder in Paris. 1900 veröffentlichte Nadar seine Erinnerungen: Quand j'étais photographe. 1909 starb Ernestine nach 55 Ehejahren. Er selbst starb 1910 wenige Tage vor seinem 90. Geburtstag. Nadar ist auf dem Pariser Friedhof Père-Lachaise, Avenue des Acacias, Division 36, begraben.
Sein Atelier wurde nach seinem Tod im Jahr 1911 von seinem Sohn Paul Nadar (* 1856 in Paris; † 1939 in Paris) weitergeführt. Nadars Negative werden heute in der Caisse nationale des monuments historiques in Paris aufbewahrt. Seine Abzüge und sein Archiv befinden sich in der französischen Nationalbibliothek.

## Fotografien

### Einzelporträts
Nadar fotografierte viele bekannte Zeitgenossen, darunter die nachfolgend genannten. Einige von ihnen nahm er im Lauf ihres Lebens mehrmals auf.
Ein Sternchen (*) hinter dem Namen bedeutet: In dem verlinkten Artikel ist als oberstes Bild ein Porträt von Nadar zu sehen (Stand Oktober 2022).
- Schriftsteller: Charles Baudelaire, Alexandre Dumas der Ältere*, Théophile Gautier*, Peter Kropotkin*, Gérard de Nerval*, Henri Rochefort*, George Sand, Jules Verne*, Émile Zola*
- Maler: Camille Corot*, Gustave Courbet*, Charles-François Daubigny*, Honoré Daumier*, Eugène Delacroix*, Gustave Doré*, Édouard Manet*, Jean-François Millet, Claude Monet*
- Komponisten: Hector Berlioz, Claude Debussy*, Nicolò Gabrielli, Charles Gounod, Franz Liszt, Jacques Offenbach*, Gioachino Rossini
- Politiker und Staatsmänner: Georges Clemenceau, Adam Jerzy Czartoryski*, Jules Favre*, Léon Gambetta*, Schah Nasreddin von Persien*, Muhammad Said*, Adolphe Thiers*
- Generäle: Georges Boulanger*, François Certain de Canrobert, Gaston de Galliffet*
- Weitere Persönlichkeiten, z. B. Michail Bakunin* (Anarchist), Sarah Bernhardt (Schauspielerin), Aristide Bruant* (Kabarettsänger und Nachtclubbesitzer), Victor Capoul (Sänger), Ilja Metschnikow* (Biologe und Immunologe), Nellie Melba* (Opernsängerin), Pierre-Joseph Proudhon* (Ökonom und Soziologe), Gabrielle Réjane* (Schauspielerin), Ernest Shackleton* (Polarforscher), Teresa Maria Cristina von Bourbon-Sizilien* (Kaiserin von Brasilien)

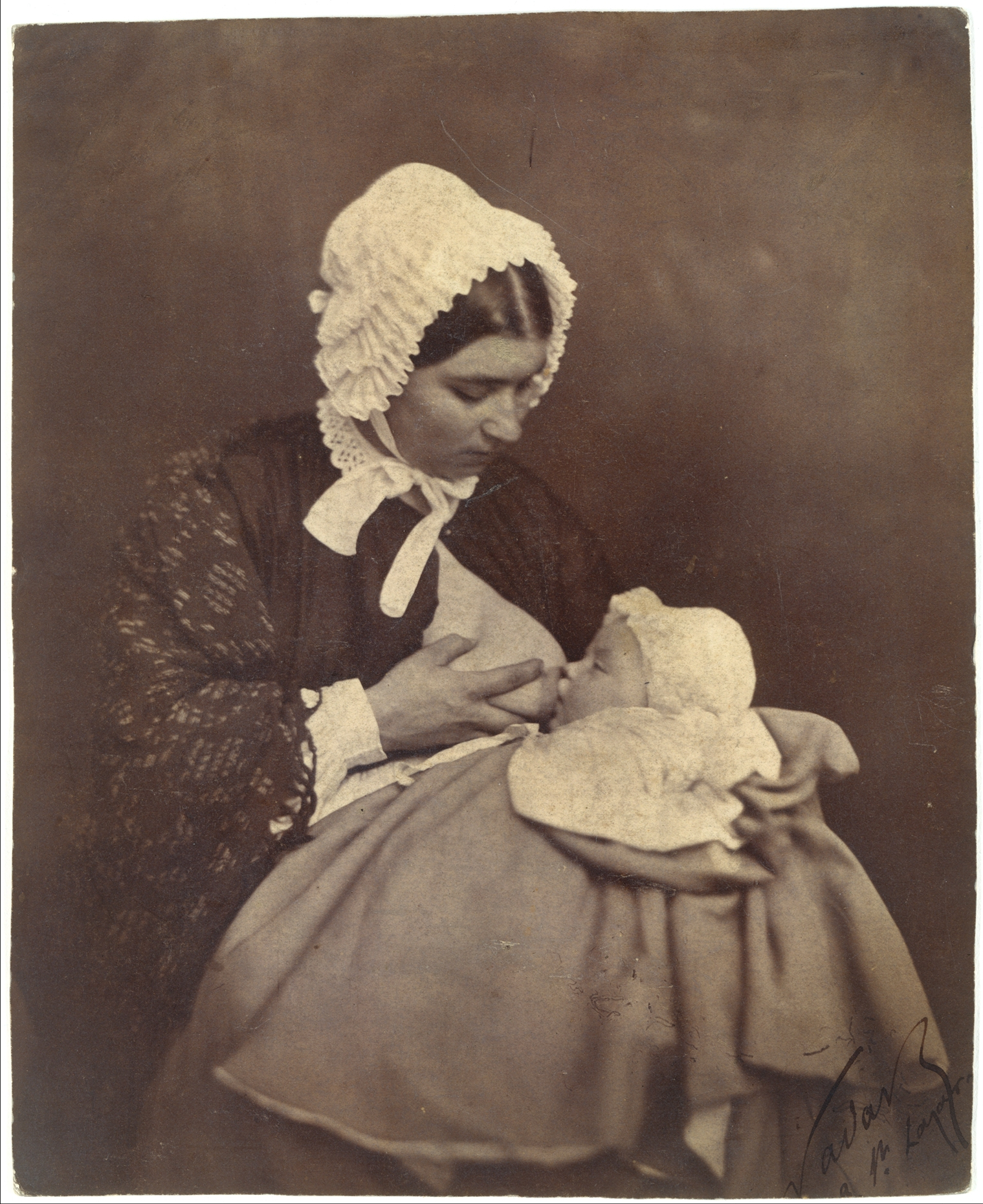
Eine Amme stillt Paul Nadar, 1856
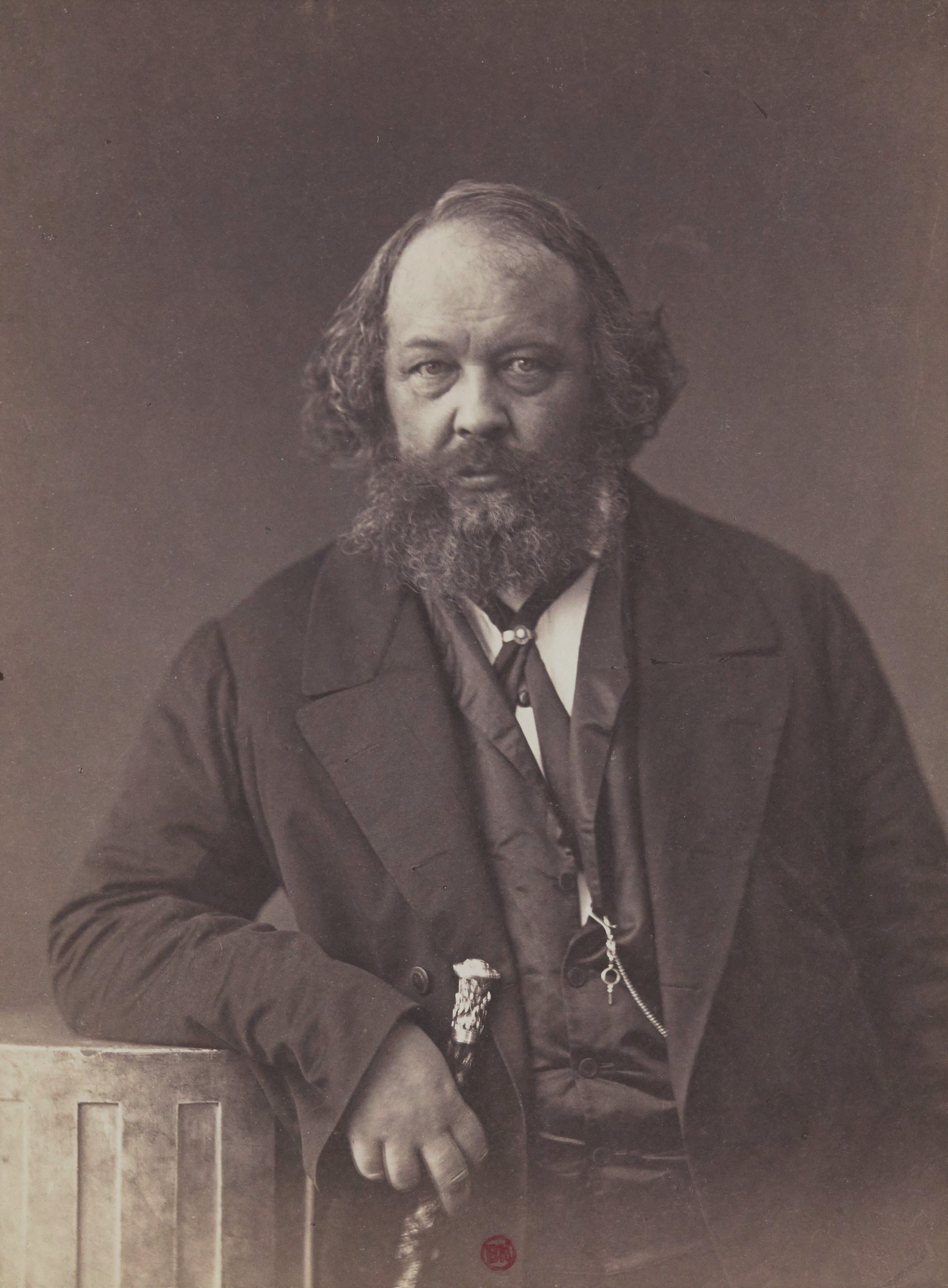
Mikhail Bakunin, 1863
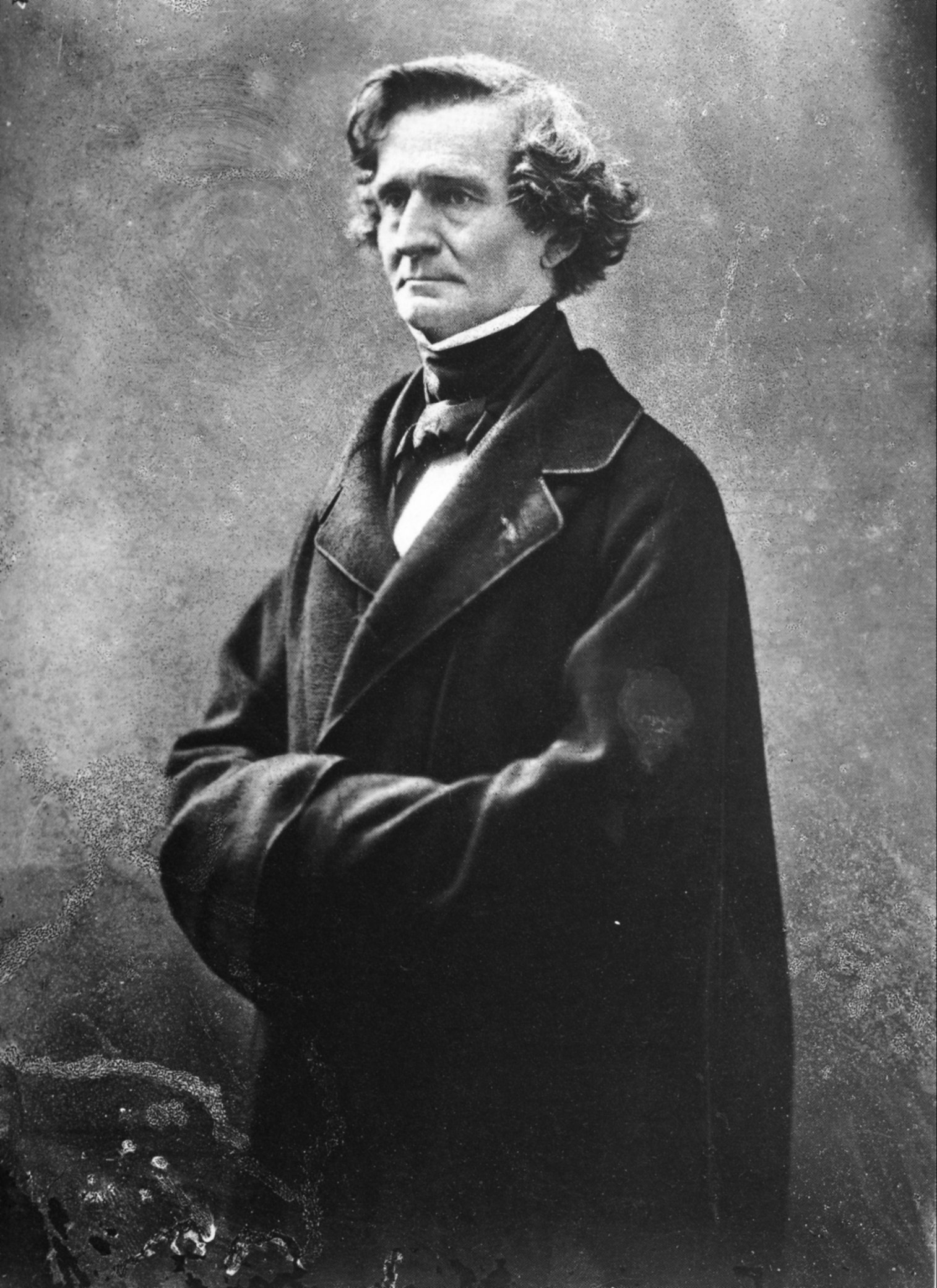
Hector Berlioz, ca. 1863
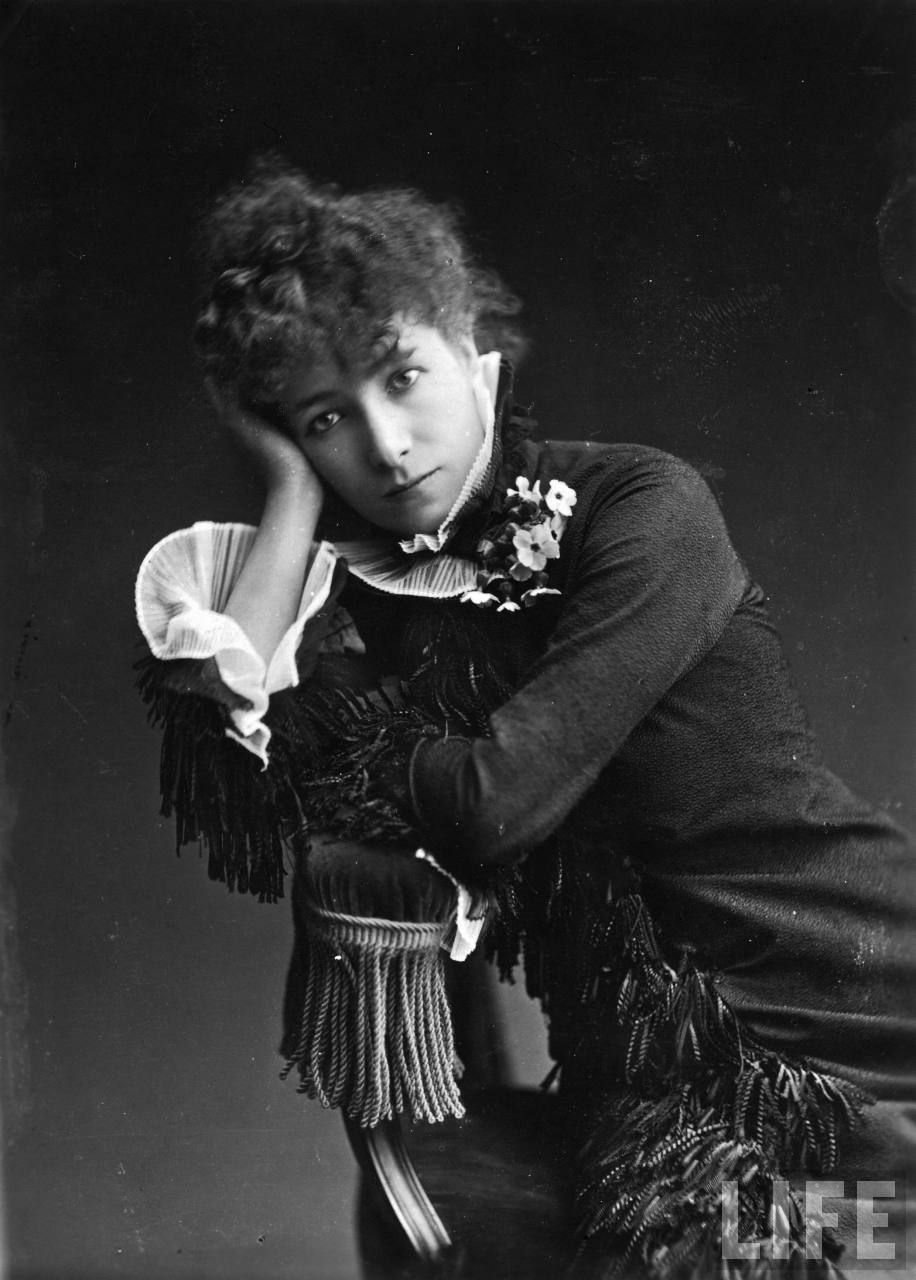
Sarah Bernhardt, ca. 1878
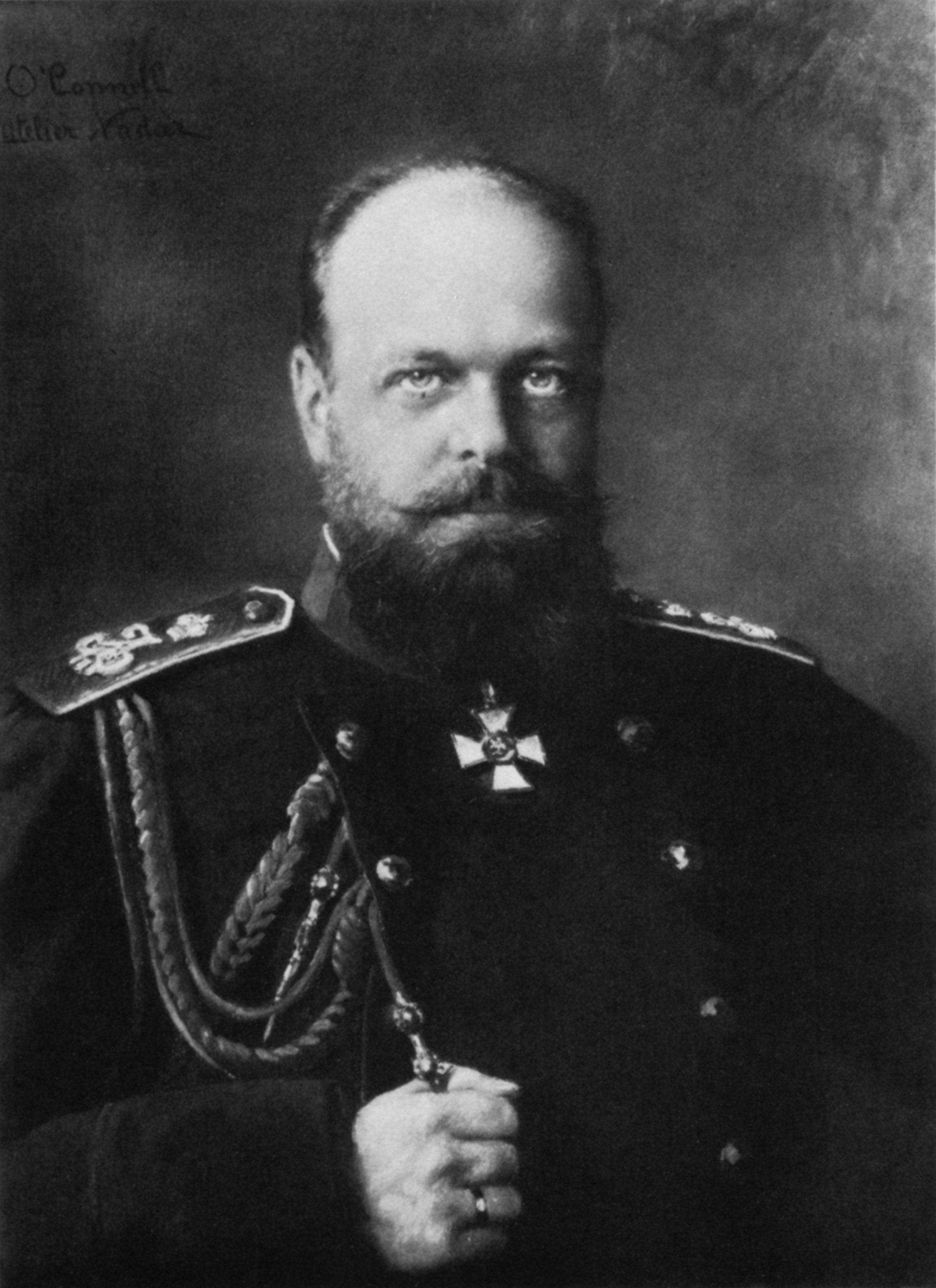
Zar Alexander III, 1890
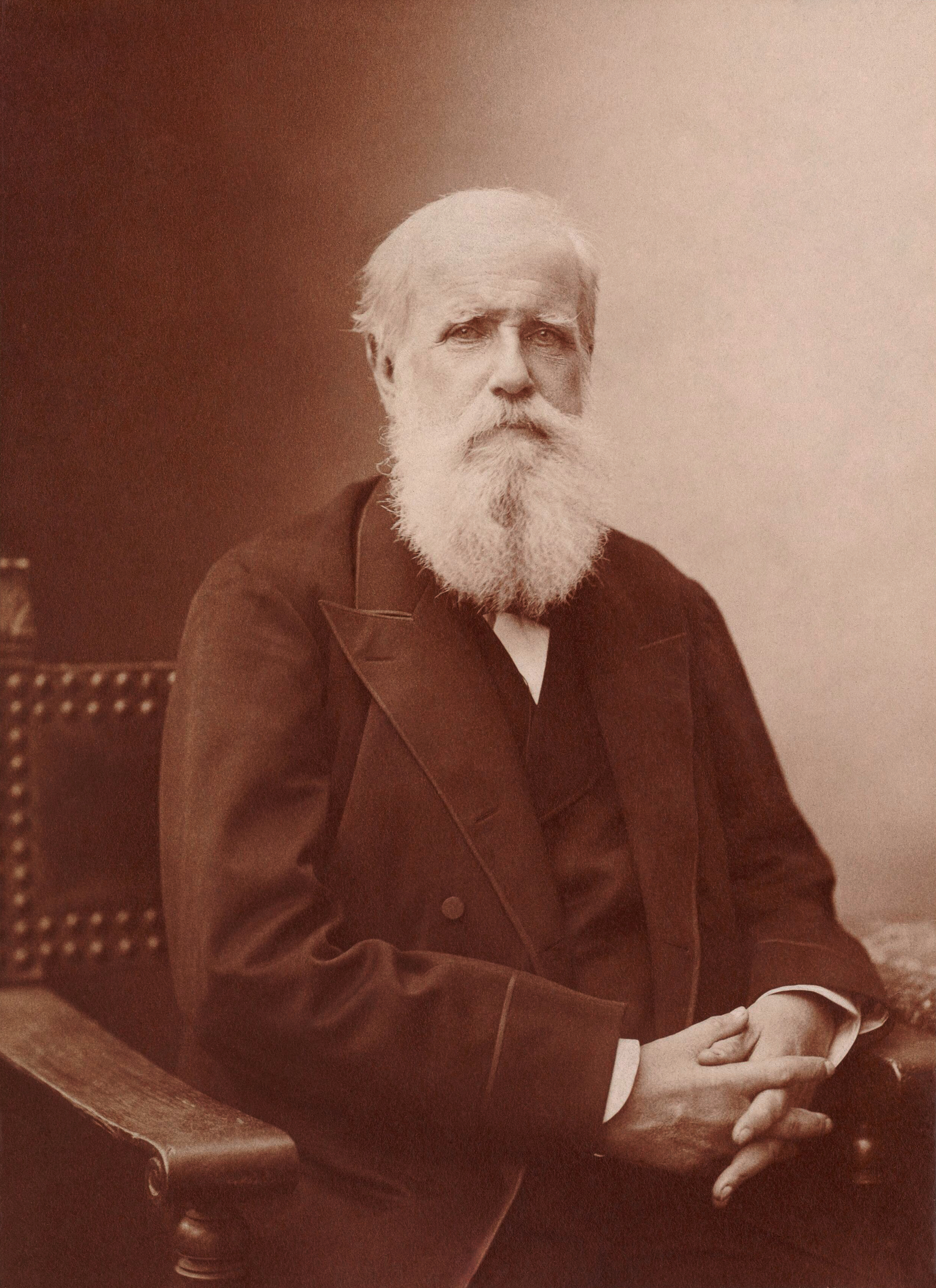
Kaiser Peter II. von Brasilien, 1891
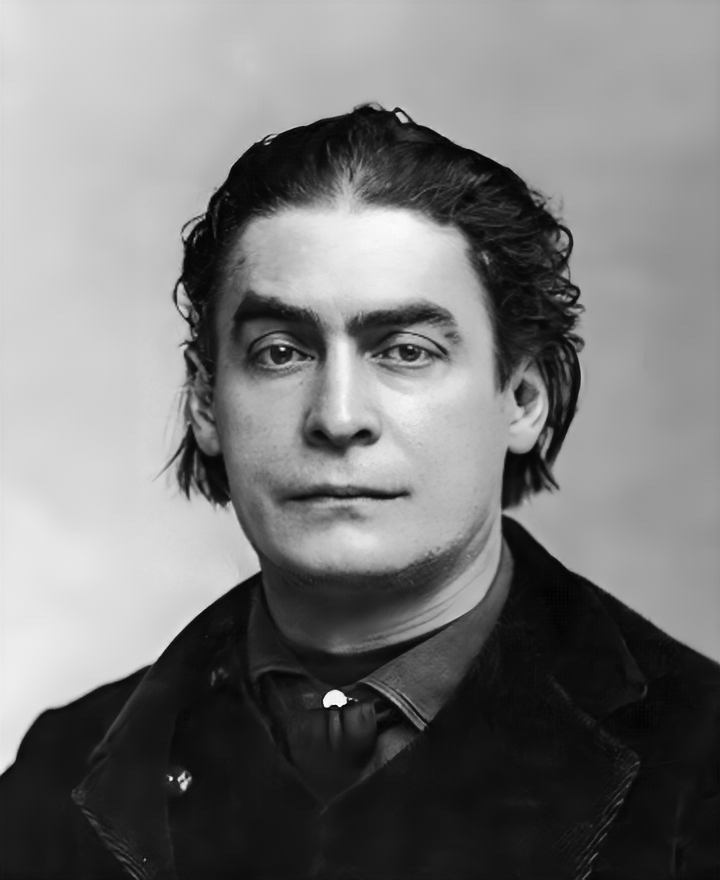
Aristide Bruant, ca. 1898
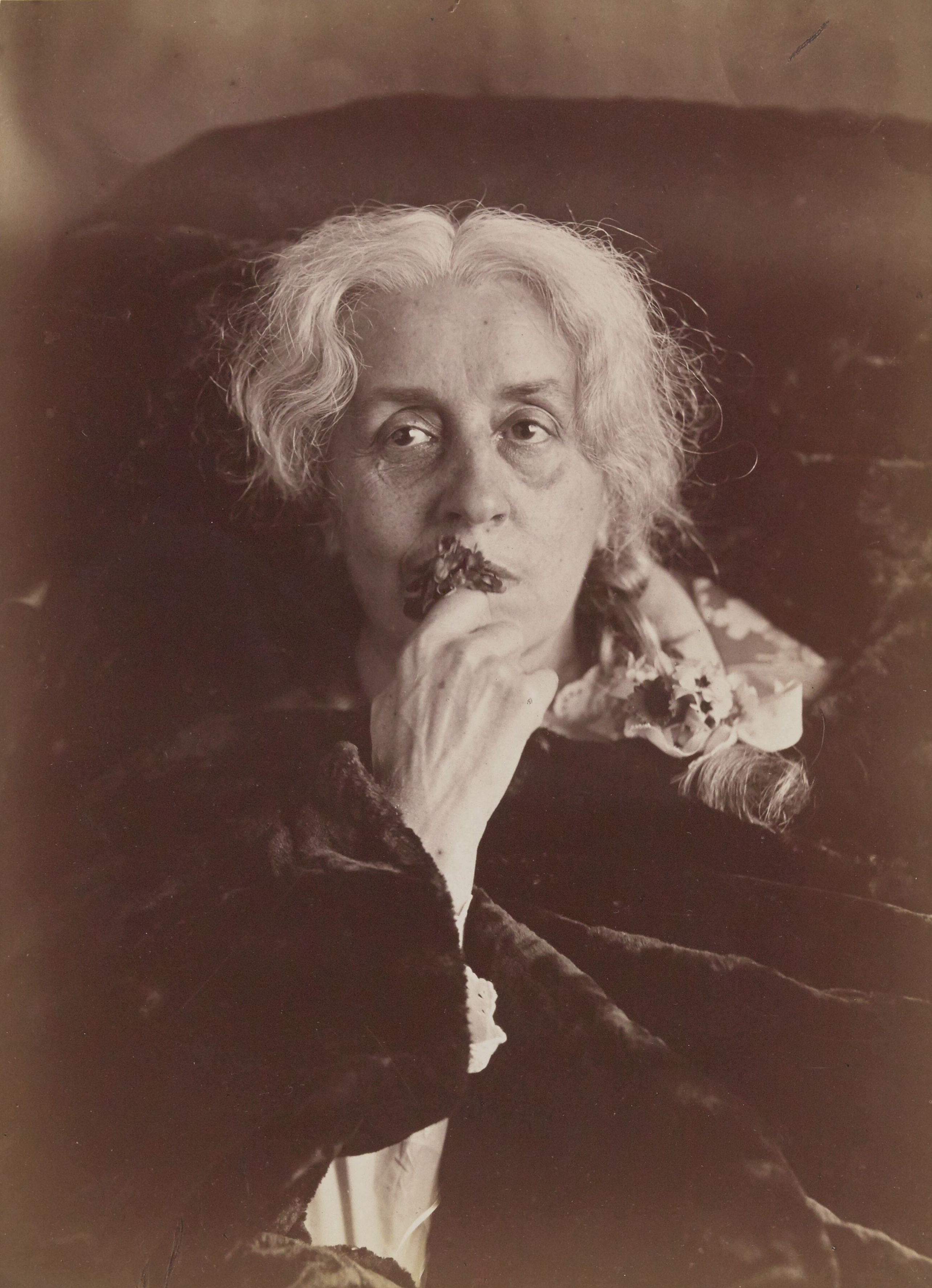
Ernestine Nadar, ca. 1905
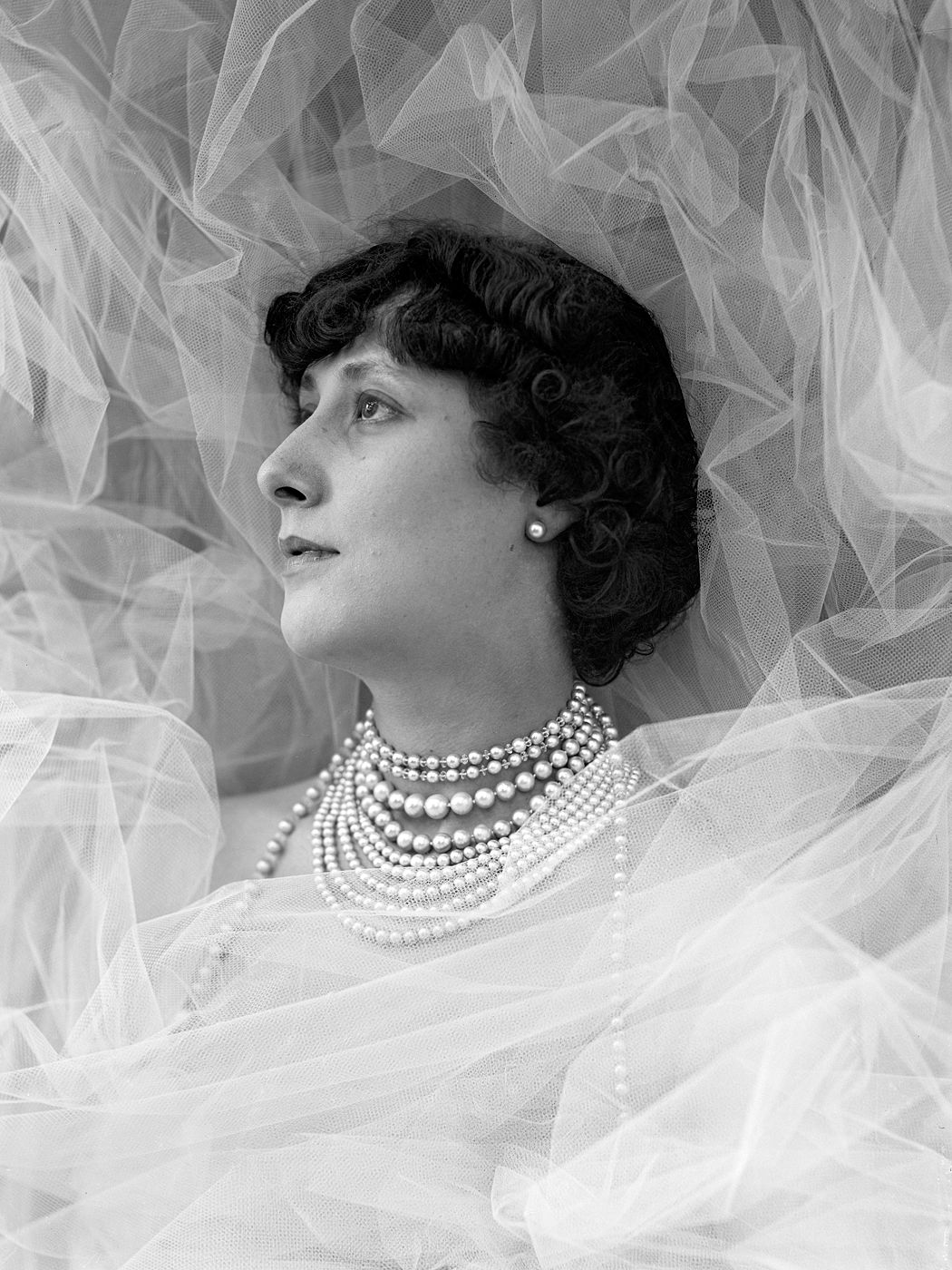
Liane de Pougy, 20. Jhd.
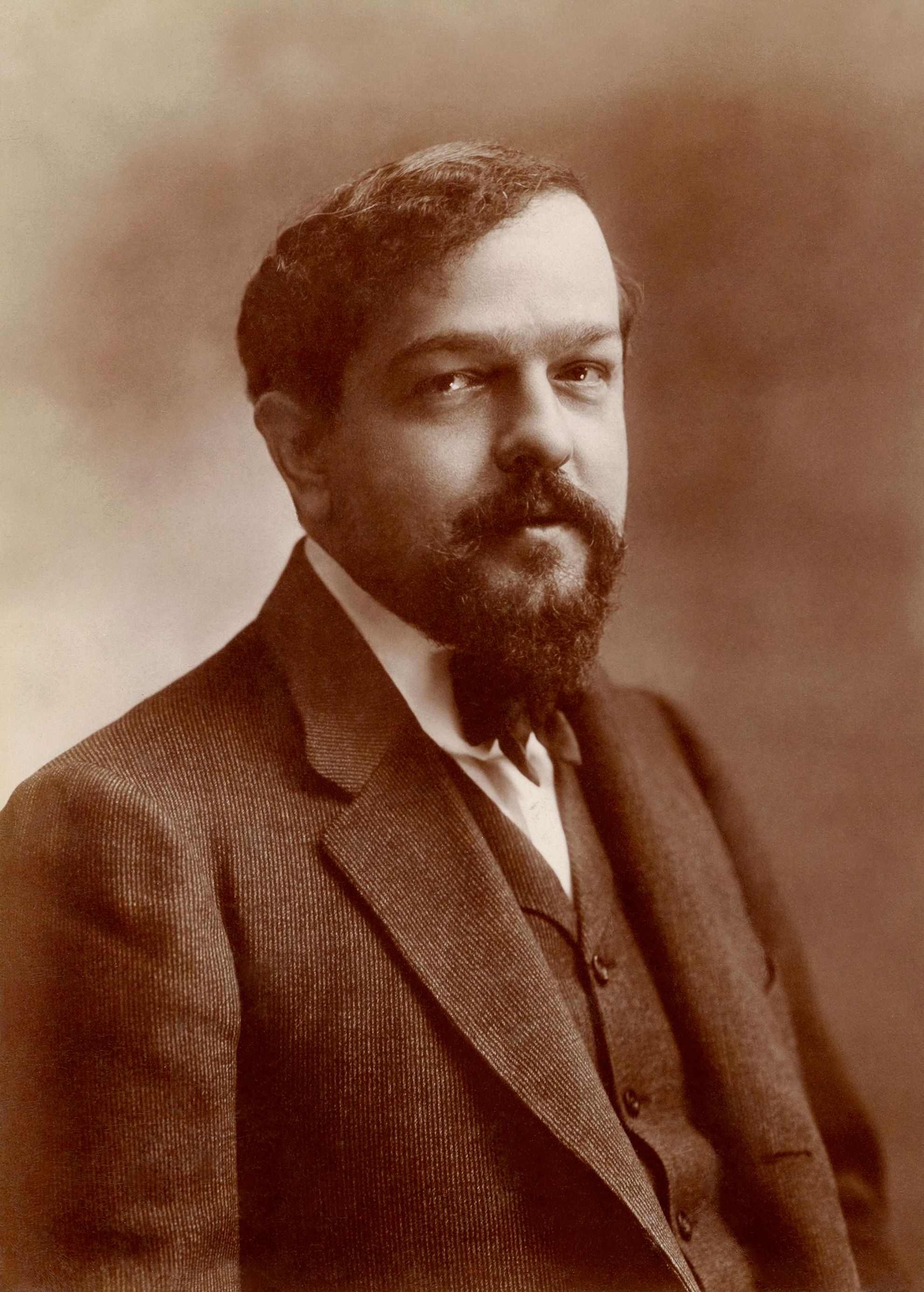
Claude Debussy, 1909

### Selbstporträts

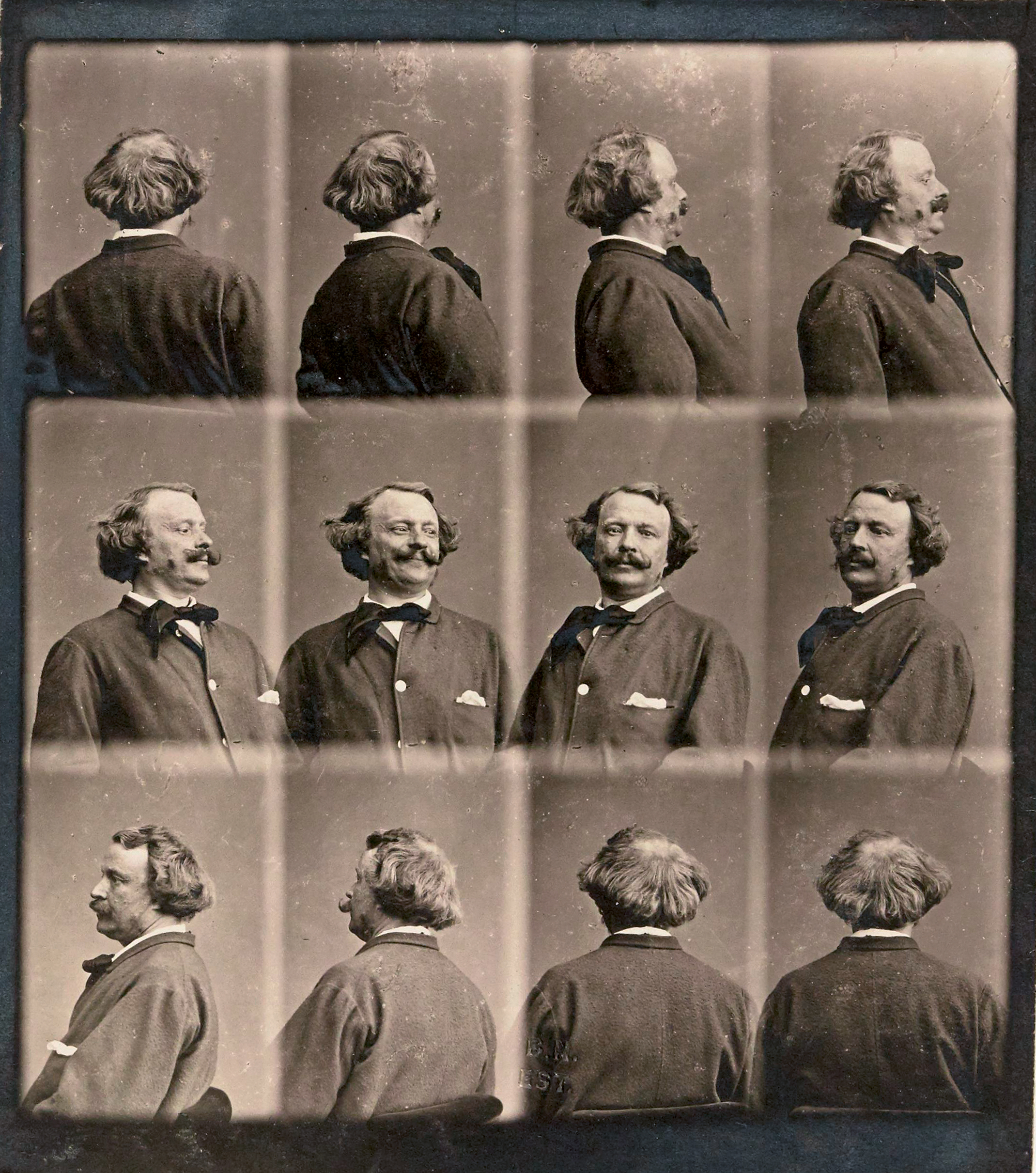
Selbstporträt-Serie tournant („rotierend“), um 1865
Animation „drehender“ Nadar aus Selbstporträts erstellt
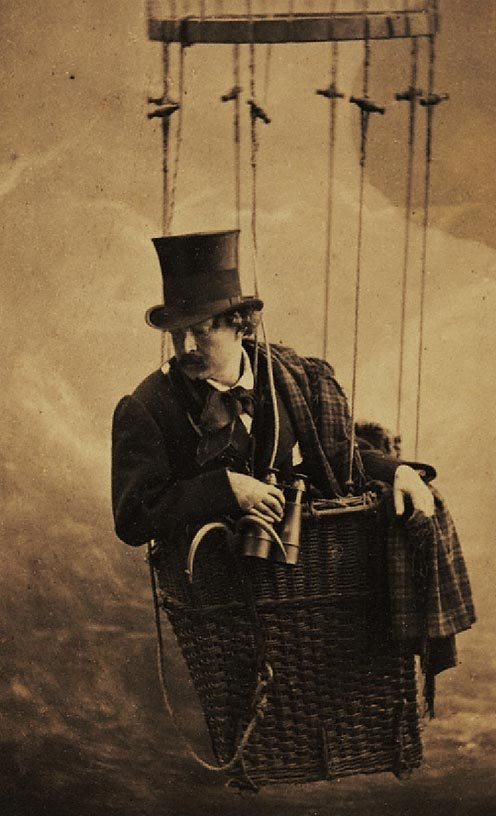
Im Fotostudio: inszeniertes Selbstporträt als Luftschiffer

### Gruppenporträts

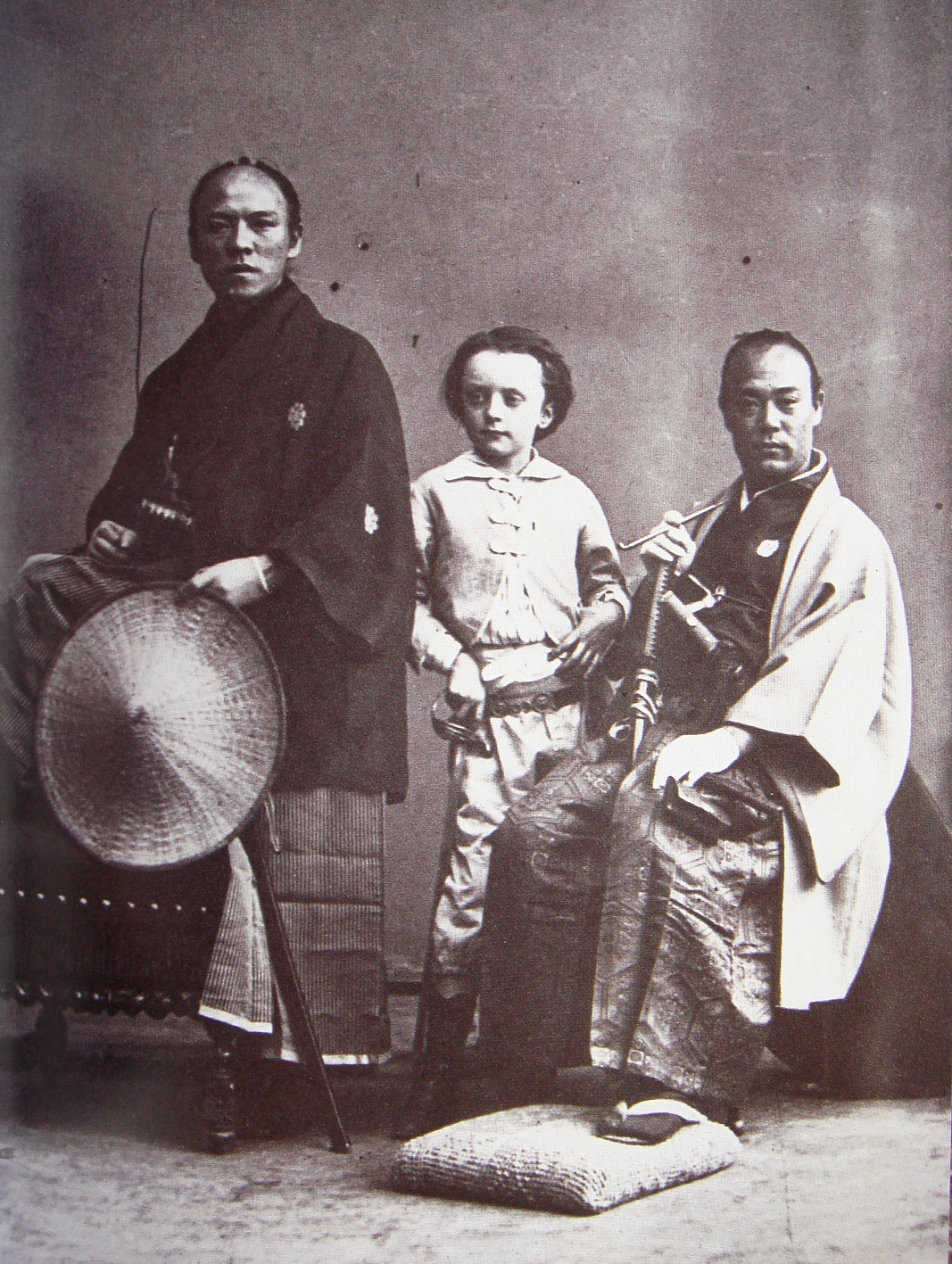
Nadars Sohn mit zwei Mitgliedern einer Gesandtschaft aus Japan (1863)
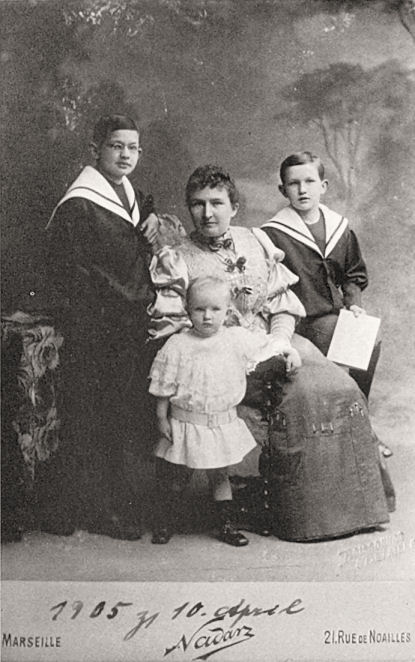
Familienporträt des späteren Malers Charles Crodel (rechts) mit seinen Brüdern und seiner Mutter (1905)

## Karikaturen

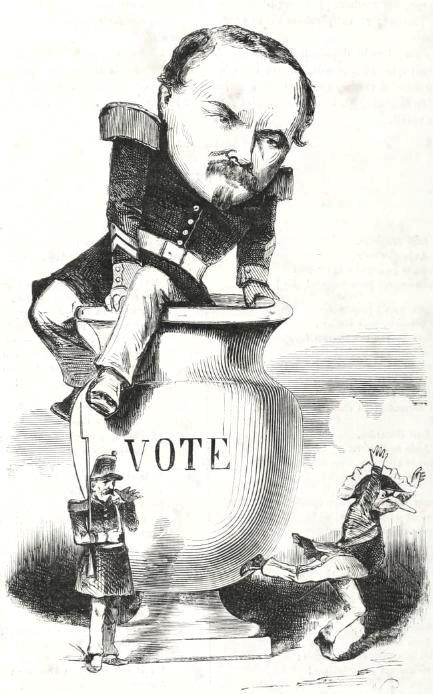
Jean-Baptiste Boichot, La Revue comique à l'usage des gens sérieux, 1849.
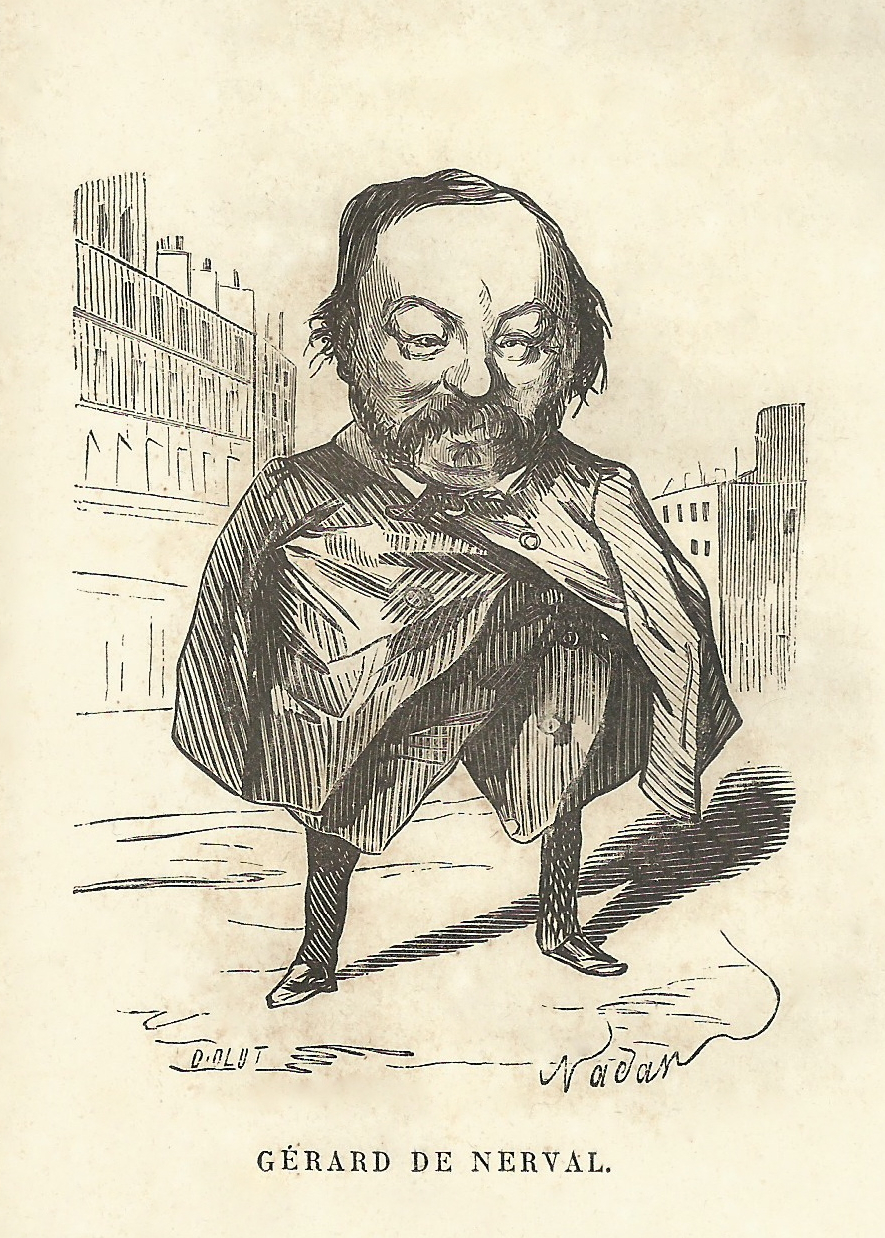
Gérard de Nerval, Binettes contemporaines 1854
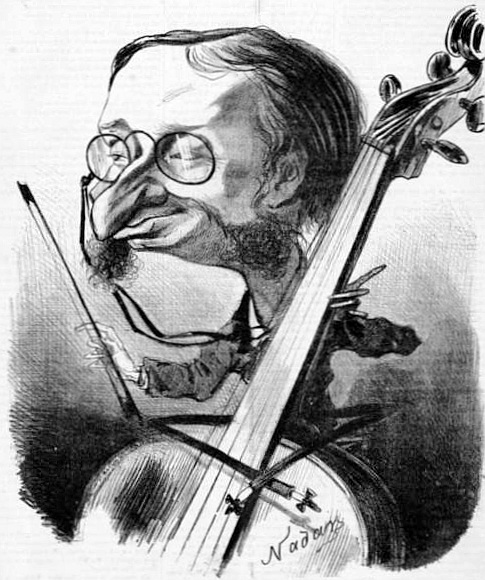
Jacques Offenbach, Journal Amusant, 1858

## Schriften
- Quand j’étais étudiant (1856)
- Le Miroir aux alouettes (1858)
- La Robe de Déjanire (1862)
- Histoire buissonnière (1877)
- Sous lincendie (1882)
- Le Monde ou l’on patauge (1883)
- Quand j'étais Photographe. Mit einem Vorwort von Léon Daudet. Flammarion, Paris o. J. [1899] (online bei Internet Archive). – Gekürzte Fassung ins Deutsche übertragen von Trude Fein: Nadar. Als ich Photograph war. Huber, Frauenfeld 1978, ISBN 3-7193-0595-3.

## Ehrungen
Der bekannte französische Buchpreis Prix Nadar wurde nach ihm benannt. Zudem trägt der Tournachon Peak in der Antarktis seit 1960 seinen bürgerlichen Namen.

## Film
- Nadar – Ein Fotograf verändert die Welt. (OT: Nadar, le premier des photographes.) Dokumentarfilm, Frankreich, 2018, 52:13 Min., Buch und Regie: Michèle Dominici, Produktion: Doc en stock, arte France, Bibliothèque nationale de France, Erstsendung: 11. März 2018 bei arte, Inhaltsangabe von ARD.